# 23750 Stepciechan
23750 Stepciechan là một tiểu hành tinh vành đai chính với chu kỳ quỹ đạo là 1340.5168154 ngày (3.67 năm).
Nó được phát hiện ngày 22 tháng 5 năm 1998.